# Nationella gymnasieprogram i Sverige
De nationella gymnasieprogrammen i Sverige som de ser ut 2022 kommer ur Skolverkets läroplan 2011. På svenska gymnasieskolor finns det 18 nationella program. Detta är program som har gemensam bas över hela landet. Det finns sex högskoleförberedande program och 12 yrkesprogram. 

## Programmen

### Högskoleförberedande program
| Program                      | F.K | Inriktningar | Programgemensamma ämnen                              |
| ---------------------------- | --- | --- | ---------------------------------------------------- |
| Ekonomiprogrammet            | EK  | Ekonomi Juridik | Företagsekonomi, Juridik, Moderna språk, Psykologi   |
| Estetiska programmet         | ES  | Bild och formgivning Dans Estetik och media Musik Teater                                                                | Estetisk kommunikation, Konsertarterna och samhället |
| Humanistiska programmet      | HU  | Kultur Språk | Filosofi, Moderna språk, Människans språk            |
| Naturvetenskapsprogrammet    | NA  | Naturvetenskap Naturvetenskap och samhälle                                                                              | Biologi, Fysik, Kemi, Moderna språk                  |
| Samhällsvetenskapsprogrammet | SA  | Beteendevetenskap Samhällsvetenskap Medier, information och kommunikation                                               | Filosofi, Moderna språk, Psykologi                   |
| Teknikprogrammet             | TE  | Design och produktutveckling Informations- och medieteknik Produktionsteknik Samhällsbyggande och miljö Teknikvetenskap | Fysik, Kemi, Teknik                                  |

### Yrkesprogram
| Program                              | F.K | Inriktningar                                                                                   |
| ------------------------------------ | --- | ---------------------------------------------------------------------------------------------- |
| Bygg- och anläggningsprogrammet      | BA  | Anläggningsfordon Husbyggnad Mark och anläggning Måleri Plåtslageri                            |
| Barn- och fritidsprogrammet          | BF  | Fritid och hälsa Pedagogiskt och socialt arbete                                                |
| El- och energiprogrammet             | EE  | Automation Dator - och kommunikationsteknik Elteknik Energiteknik                              |
| Fordons- och transportprogrammet     | FT  | Korosseri och lackering Lastbil och mobila maskiner Personbil Transport                        |
| Försäljnings- och serviceprogrammet  | FS  | Möjlighet till specialiseringar                                                                |
| Hantverksprogrammet                  | HV  | Finsnickeri Frisör, barberare och hår- och makeupstylist Textil design Florist Övriga hantverk |
| Hotell- och turismprogrammet         | HT  | Möjlighet till specialiseringar                                                                |
| Industritekniska programmet          | IN  | Driftsäkerhet och underhåll Processteknik Produkt och maskinteknik Svetsteknik                 |
| Naturbruksprogrammet                 | NB  | Djurvård Hästhållning Lantbruk, naturturism Skogsbruk Trädgård                                 |
| Restaurang- och livsmedelsprogrammet | RL  | Bageri och konditori Kök och servering                                                         |
| VVS- och fastighetsprogrammet        | VF  | Fastighet Kyl- och värmepumpsteknik Ventilation VVS                                            |
| Vård- och omsorgsprogrammet          | VO  | Möjlighet till specialiseringar                                                                |